# Aharon Barak
Aharon Barak (hebreo: אהרן ברק; registrado como Harry Kubrick; 16 de septiembre de 1936, Kaunas, Lituania) es un jurista israelí. Ha sido presidente de la Corte Suprema de Israel de 1995 a 2006. También fue profesor en la Universidad Hebrea de Jerusalén.

## Biografía
Durante la ocupación nazi que siguió a la operación Barbarroja, Aharon Barak estuvo preso en el Gueto de Kaunas junto a su padre desde 1941. Escapó en 1944 escondido en una bolsa con uniformes nazis confeccionados en los talleres del propio gueto (entre otros, por su padre). El joven fugitivo, de solo 8 años, pasó escondido el resto de la guerra en cabañas o casas de campesinos.

## Estudios universitarios
Instalado en el Mandato Británico de Palestina desde 1947, obtuvo el grado en Derecho por la Universidad Hebrea de Jerusalén en 1958, para estudiar Economía y relaciones internacionales más tarde. Aharon Barak enseñó Derecho como asistente en esta misma universidad desde 1960 a 1963, año de su doctorado en Derecho. Profesor de la universidad desde 1968, fue nombrado decano de la Facultad en 1974.

## Carrera jurídica

### Fiscal general
Nombrado fiscal general del Estado entre 1975 y 1978, Barak puso mayor énfasis en la lucha contra la corrupción. Una de sus investigaciones derivó en la dimisión del primer ministro Isaac Rabin.

### Juez de la Corte Suprema
En 1978, fue npmbrado juez de la Corte Suprema de Israel. A este título, participa en la negociación de los acuerdos de Camp David.
En 1995 fue nombrado presidente de la Corte Suprema. En su mandato destacó como juez liberal e incluso como  « juez activista », al menos desde el punto de vista de algunos israelíes, aunque esa catalogación no se entendería en los Territorios ocupados.
Fue conocida sobre todo, en 1999, su posición contra la utilización de la tortura por el Servicio de seguridad interior israelí (Shabak), durante una polémica con el Comité contra la tortura de Israel. En este sentido, Barak vino a reforzar el control jurisdiccional de la Corte Suprema durante su presidencia, entendido como control de constitucionalidad, y se opuso a la discriminación en relación con los árabes israelíes en las cuestiones de la tierra (vid. Kaadan, 2000). Tuvo también que mediar en la Corte Suprema para encontrar la legalidad de la política de los « asesinatos selectivos », como la muerte de Salah Shehade. Su postura equidistante entre la seguridad estatal de Israel y los derechos individuales de los palestinos sujetos a la ocupación, recibió también la crítica de ciertos autores, como el historiador Tom Segev, que proporciona la pátina de legitimidad necesaria a la ocupación. Otras autores, como Ruth Gabizon, Hillel Neuer o Mordehai Haller, le reprochan su activismo judicial exagerado y su concepción totalitaria del derecho.